# 维劳尔巴纳
维劳尔巴纳（義大利語：Villaurbana），是意大利奥里斯塔诺省的一个市镇。总面积58.48平方公里，人口1740人，人口密度29.8人/平方公里（2009年）。ISTAT代码为095072。